# Orbiniella dayi
Orbiniella dayi är en ringmaskart som beskrevs av William Roy Branch 1998. Orbiniella dayi ingår i släktet Orbiniella och familjen Orbiniidae. Inga underarter finns listade i Catalogue of Life.